# Rhinow
Rhinow è una città di 1 584 abitanti del Brandeburgo, in Germania. Appartiene al circondario della Havelland ed è amministrata dall'Amt Rhinow.

## Società

### Evoluzione demografica
- Sviluppo della popolazione dal 1875 entro gli attuali confini (Linea Blu: Popolazione; Linea puntata: Confronto dello sviluppo della popolazione dello stato del Brandenburgo; Sfondo grigio: Ai tempi del governo nazista; Sfondo rosso: Al tempo del governo comunista)

| Anno | Abitanti |
| ---- | -------- |
| 1875 | 1 397    |
| 1890 | 1 512    |
| 1910 | 1 540    |
| 1925 | 1 533    |
| 1933 | 1 551    |
| 1939 | 1 713    |
| 1946 | 2 728    |
| 1950 | 2 553    |
| 1964 | 2 051    |
| 1971 | 2 052    |

| Anno | Abitanti |
| ---- | -------- |
| 1981 | 2 198    |
| 1985 | 2 213    |
| 1989 | 2 222    |
| 1990 | 2 146    |
| 1991 | 2 090    |
| 1992 | 2 065    |
| 1993 | 2 086    |
| 1994 | 2 070    |
| 1995 | 2 103    |
| 1996 | 2 111    |

| Anno | Abitanti |
| ---- | -------- |
| 1997 | 2 154    |
| 1998 | 2 165    |
| 1999 | 2 146    |
| 2000 | 2 101    |
| 2001 | 2 021    |
| 2002 | 2 012    |
| 2003 | 1 967    |
| 2004 | 1 959    |
| 2005 | 1 933    |
| 2006 | 1 874    |

| Anno | Abitanti |
| ---- | -------- |
| 2007 | 1 821    |
| 2008 | 1 758    |
| 2009 | 1 714    |
| 2010 | 1 716    |
| 2011 | 1 695    |
| 2012 | 1 667    |
| 2013 |          |

Fonti dei dati sono nel dettaglio nelle Wikimedia Commons..

## Geografia antropica
Alla città di Rhinow appartiene la frazione di Kietz.